# Strychnos
Strychnos is een geslacht van bomen en lianen uit de familie Loganiaceae. Het geslacht telt ongeveer honderd soorten die voorkomen in (sub)tropisch Azië, Afrika, Amerika, het Pacifisch gebied en Zuidoost-China.
Het zenuwgif strychnine, gebruikt als chemisch bestrijdingsmiddel, is naar deze plantengroep genoemd.

## Soorten
- Strychnos aculeata Soler.
- Strychnos acuta Progel
- Strychnos aenea A.W.Hill
- Strychnos afzelii Gilg
- Strychnos alvimiana Krukoff & Barneby
- Strychnos amazonica Krukoff
- Strychnos andamanensis A.W.Hill
- Strychnos angolensis Gilg
- Strychnos angustiflora Benth.
- Strychnos araguaensis Krukoff & Barneby
- Strychnos asperula Sprague & Sandwith
- Strychnos asterantha Leeuwenb.
- Strychnos atlantica Krukoff & Barneby
- Strychnos axillaris Colebr.
- Strychnos bahiensis Krukoff & Barneby
- Strychnos barnhartiana Krukoff
- Strychnos barteri Soler.
- Strychnos benthamii C.B.Clarke
- Strychnos bicolor Progel
- Strychnos bifurcata Leeuwenb.
- Strychnos boonei De Wild.
- Strychnos borneensis Leenh.
- Strychnos brachiata Ruiz & Pav.
- Strychnos brachistantha Standl.
- Strychnos brasiliensis (Spreng.) Mart.
- Strychnos bredemeyeri (Schult.) Sprague & Sandwith
- Strychnos campicola Gilg ex Leeuwenb.
- Strychnos camptoneura Gilg & Busse
- Strychnos canthioides Leeuwenb.
- Strychnos castelnaeana Baill.
- Strychnos cathayensis Merr.
- Strychnos cayennensis Krukoff & Barneby
- Strychnos cerradoensis Krukoff & Barneby
- Strychnos chlorantha Progel
- Strychnos chromatoxylon Leeuwenb.
- Strychnos chrysophylla Gilg
- Strychnos cocculoides Baker
- Strychnos cogens Benth.
- Strychnos colombiensis Krukoff & Barneby
- Strychnos congolana Gilg
- Strychnos coriacea Thwaites
- Strychnos croatii Krukoff & Barneby
- Strychnos cuminodora Leeuwenb.
- Strychnos cuniculina Leeuwenb.
- Strychnos curtisii King & Gamble
- Strychnos daclacensis C.K.Tran
- Strychnos dale De Wild.
- Strychnos dalzellii C.B.Clarke
- Strychnos dantaensis Manoel, Carrijo & E.F.Guim.
- Strychnos darienensis Seem.
- Strychnos davidsei Krukoff & Barneby
- Strychnos decussata (Pappe) Gilg
- Strychnos densiflora Baill.
- Strychnos diaboli Sandwith
- Strychnos dinhensis Pierre ex Dop
- Strychnos dinklagei Gilg
- Strychnos diplotricha Leeuwenb.
- Strychnos divaricans Ducke
- Strychnos dolichothyrsa Gilg ex Onochie & Hepper
- Strychnos duckei Krukoff & Monach.
- Strychnos ecuadoriensis Krukoff & Barneby
- Strychnos elaeocarpa Gilg ex Leeuwenb.
- Strychnos erichsonii R.H.Schomb. ex Progel
- Strychnos eugeniifolia Monach.
- Strychnos fallax Leeuwenb.
- Strychnos fendleri Sprague & Sandwith
- Strychnos flavescens King & Gamble
- Strychnos floribunda Gilg
- Strychnos froesii Ducke
- Strychnos fulvotomentosa Gilg
- Strychnos gardneri A.DC.
- Strychnos gerrardii N.E.Br.
- Strychnos glabra Sagot ex Progel
- Strychnos gnetifolia Gilg ex Onochie & Hepper
- Strychnos goiasensis Krukoff & Barneby
- Strychnos gossweileri Exell
- Strychnos grayi Griseb.
- Strychnos gubleri G.Planch.
- Strychnos guianensis (Aubl.) Mart.
- Strychnos henningsii Gilg
- Strychnos hirsuta Spruce ex Benth.
- Strychnos icaja Baill.
- Strychnos ignatii Bergius
- Strychnos innocua Delile
- Strychnos jacarepiensis Manoel & E.F.Guim.
- Strychnos javariensis Krukoff
- Strychnos jobertiana Baill.
- Strychnos johnsonii Hutch. & M.B.Moss
- Strychnos kasengaensis De Wild.
- Strychnos krukoffiana Ducke
- Strychnos lanata A.W.Hill
- Strychnos ledermannii Gilg & Gilg-Ben.
- Strychnos leenhoutsii Tirel
- Strychnos lobelioides Krukoff & Barneby
- Strychnos longicaudata Gilg
- Strychnos lucens Baker
- Strychnos lucida R.Br.
- Strychnos luzonensis Elmer
- Strychnos madagascariensis Poir.
- Strychnos maingayi C.B.Clarke
- Strychnos malacoclados C.H.Wright
- Strychnos malacosperma Ducke & Fróes
- Strychnos malchairii De Wild.
- Strychnos matopensis S.Moore
- Strychnos mattogrossensis S.Moore
- Strychnos medeola Sagot ex Progel
- Strychnos melanocarpa Gilg & Gilg-Ben.
- Strychnos melastomatoides Gilg
- Strychnos melinoniana Baill.
- Strychnos mellodora S.Moore
- Strychnos memecyloides S.Moore
- Strychnos millepunctata Leeuwenb.
- Strychnos mimfiensis Gilg ex Leeuwenb.
- Strychnos minor Dennst.
- Strychnos mitis S.Moore
- Strychnos mitscherlichii M.R.Schomb.
- Strychnos moandaensis De Wild.
- Strychnos mostueoides Leeuwenb.
- Strychnos myrioneura Gilg
- Strychnos myrtoides Gilg & Busse
- Strychnos nana E.S.Brandão
- Strychnos narcondamensis A.W.Hill
- Strychnos ndengensis Pellegr.
- Strychnos neglecta Krukoff & Barneby
- Strychnos ngouniensis Pellegr.
- Strychnos nicaraguensis Huft
- Strychnos nigricans Progel
- Strychnos nigritana Baker
- Strychnos nitida G.Don
- Strychnos nux-blanda A.W.Hill
- Strychnos nux-vomica L. - braaknoot
- Strychnos odorata A.Chev.
- Strychnos oiapocensis Fróes
- Strychnos oleifolia A.W.Hill
- Strychnos ovata A.W.Hill
- Strychnos pachycarpa Ducke
- Strychnos panamensis Seem.
- Strychnos panganensis Gilg
- Strychnos parviflora Spruce ex Benth.
- Strychnos parvifolia A.DC.
- Strychnos peckii B.L.Rob.
- Strychnos penninervis A.Chev.
- Strychnos pentantha Leeuwenb.
- Strychnos phaeotricha Gilg
- Strychnos poeppigii Progel
- Strychnos polyantha Pierre ex Dop
- Strychnos polytrichantha Gilg
- Strychnos potatorum L.f.
- Strychnos progeliana Krukoff & Barneby
- Strychnos pseudoquina A.St.-Hil.
- Strychnos psilosperma F.Muell.
- Strychnos puberula McPherson
- Strychnos pubescens C.B.Clarke
- Strychnos pubiflora Krukoff
- Strychnos pungens Soler.
- Strychnos ramentifera Ducke
- Strychnos recognita Krukoff & Barneby
- Strychnos retinervis Leeuwenb.
- Strychnos ridleyi King & Gamble
- Strychnos romeu-belenii Krukoff & Barneby
- Strychnos rondeletioides Spruce ex Benth.
- Strychnos rubiginosa A.DC.
- Strychnos rufa C.B.Clarke
- Strychnos rupicola Pierre ex Dop
- Strychnos samba P.A.Duvign.
- Strychnos sandwithiana Krukoff & Barneby
- Strychnos scheffleri Gilg
- Strychnos schultesiana Krukoff
- Strychnos schunkei Krukoff & Barneby
- Strychnos setosa Krukoff & Barneby
- Strychnos solerederi Gilg
- Strychnos solimoesana Krukoff
- Strychnos sonlaensis C.K.Tran
- Strychnos soubrensis Hutch. & Dalziel
- Strychnos spinosa Lam.
- Strychnos splendens Gilg
- Strychnos staudtii Gilg
- Strychnos subcordata Spruce ex Benth.
- Strychnos tabascana Sprague & Sandwith
- Strychnos talbotiae S.Moore
- Strychnos tarapotensis Sprague & Sandwith
- Strychnos tchibangensis Pellegr.
- Strychnos ternata Gilg ex Leeuwenb.
- Strychnos tetragona A.W.Hill
- Strychnos thorelii Pierre ex Dop
- Strychnos tomentosa Benth.
- Strychnos torresiana Krukoff & Monach.
- Strychnos toxifera R.H.Schomb. ex Lindl.
- Strychnos tricalysioides Hutch. & M.B.Moss
- Strychnos trichocalyx A.W.Hill
- Strychnos trichoneura Leeuwenb.
- Strychnos trinervis (Vell.) Mart.
- Strychnos tseasnum Krukoff & Barneby
- Strychnos umbellata (Lour.) Merr.
- Strychnos urceolata Leeuwenb.
- Strychnos usambarensis Gilg ex Engl.
- Strychnos vanprukii Craib
- Strychnos variabilis De Wild.
- Strychnos villosa A.W.Hill
- Strychnos vitiensis A.W.Hill
- Strychnos wallichiana Steud. ex A.DC.
- Strychnos xantha Leeuwenb.
- Strychnos xylophylla Gilg
- Strychnos zenkeri Gilg ex Baker